# Gran Premio di Gran Bretagna 2022
Il Gran Premio di Gran Bretagna 2022 è stata la decima prova della stagione 2022 del campionato mondiale di Formula 1. La gara si è corsa domenica 3 luglio sul circuito di Silverstone ed è stata vinta dallo spagnolo Carlos Sainz Jr. su Ferrari, al primo successo in carriera; Sainz Jr. ha preceduto al traguardo il messicano Sergio Pérez su Red Bull Racing-RBPT e il britannico Lewis Hamilton su Mercedes.
All'intero weekend di gara hanno assistito 400 000 spettatori, allora nuovo record per il Gran Premio di Gran Bretagna a Silverstone.

## Vigilia

### Sviluppi futuri
Nella stagione 2019 la Formula 1 annuncia l'obiettivo di diventare una categoria a zero emissioni di carbonio entro il 2030. Nel corso della stagione corrente, il debutto di biocarburanti al 10% di etanolo rappresenta il primo obiettivo verso combustibili bio al 100% a partire dal 2026 quando esordirà il nuovo ciclo regolamentare legato ai propulsori. Attraverso una nota ufficiale, la categoria sottolinea, oltre alle benzine bio, di aver iniziato a sfruttare il più possibile la modalità da remoto per effettuare le riunioni diminuendo così il più possibile gli spostamenti, con tutto l'impatto ambientale che comportano. Per le successive stagioni, si prevede la realizzazione di un calendario continentale che a livello logistico non caratterizza una doppietta di gare, come a esempio tra il Gran Premio d'Azerbaigian e quello del Canada, con il ritorno in Europa due settimane dopo con questo Gran Premio. Una dinamica che si era già verificata con lo spostamento oltreoceano con la prima edizione del Gran Premio di Miami, tenutasi tra i Gran Premi dell'Emilia-Romagna e di Spagna. Viene inoltre studiato l'allargamento del biocarburante anche alle categorie propedeutiche, ovvero Formula 2 e Formula 3, per ridurre ulteriormente le emissioni di carbonio nel corso dei weekend di gara. La Federazione, inoltre, approva la riduzione del peso minimo delle vetture nel 2023, il quale viene fissato a 796 kg, e la rimozione delle termocoperte a partire dalla stagione successiva.

### Aspetti tecnici
Per questo Gran Premio la Pirelli, fornitore unico degli pneumatici, offre la scelta tra gomme di mescola C1, C2 e C3, le mescole più dure che caratterizzano l'intera gamma messa a disposizione dall'azienda fornitrice degli pneumatici per il campionato, per la prima volta dal Gran Premio di Spagna. A partire dall'edizione 2019 del Gran Premio, l'azienda italiana ha sempre nominato la stessa tipologia visto le caratteristiche presentate dal circuito inglese. Vengono anche stabilite pressioni record da 26 psi all'anteriore e da 23 al posteriore. Allo stesso tempo, la Pirelli nomina gli pneumatici per i successivi Gran Premi d'Austria, di Francia e d'Ungheria, tutti in programma nel mese di luglio, fino a prima della pausa obbligatoria di tre settimane prevista nel tradizionale mese di agosto.
La Federazione stabilisce le due tradizionali zone dove può essere utilizzato il Drag Reduction System, in uso dalla stagione 2011 quando il dispositivo mobile fu introdotto nella categoria. La prima zona è posta sul Wellington Straight, con detection point fissato 25 metri prima della curva 3 (Village). La seconda zona è posta sull'Hangar Straight, con punto per le determinazione del distacco fra piloti stabilito alla curva 11 (Maggots). Il circuito di Silverstone, durante la sola edizione 2018 del Gran Premio di Gran Bretagna, fu uno dei pochi circuiti in calendario a figurare tre zone per l'utilizzo dell'alettone mobile posteriore. La zona aggiuntiva fu posta sul rettilineo principale di partenza. La scelta fu tuttavia oggetto di dibattito, in quanto consentì ai piloti di tenere aperto il meccanismo nelle prime due curve, cosa che però non portò reali vantaggi, in termini di velocità, in quanto il minor carico aerodinamico con cui si affronta la prima curva rese difficile la percorrenza della seconda. Per motivi di sicurezza, a partire dall'edizione successiva della gara, la zona fu rimossa.
Rispetto alla precedente edizione del 2021, vengono apportate diverse modifiche al tracciato. La recinzione dei detriti in pit lane è stata estesa. Il title sponsor Aramco tra la pista e la pit lane è stato riposizionato più vicino a quest'ultima per fornire una visione chiara per le moto. Viene installata una recinzione di detriti alla destra dei piloti all'ingresso e alla sinistra di quest'ultimi all'uscita della curva 3. Le vie di fuga alla curva 9 e alla curva 15 sono state riasfaltate con vecchi scarichi rimossi o sostituiti. Il tratto di cemento oltre i cordoli all'uscita della curva 14 viene dipinto di verde. La sequenza di cordoli alla curva 16 è stata accorciata. Lungo il rettilineo di partenza è stato posato un tratto di asfalto a seguito di un incendio di un veicolo a circa 30 metri oltre la linea di partenza sul lato destro. Un nuovo ponte è adesso presente sul rettilineo di arrivo sopra la piazzola della pole position. Una nuova barriera per pneumatici viene installata tra l'uscita della curva 8 e per tutto il rettilineo seguente sulla sinistra del pilota. Le barriere degli pneumatici sono state sostituite all'uscita della curva 4, 9 e 14, e la barriera degli pneumatici all'uscita della curva 17 viene estesa. Vengono rimossi i vecchi scarichi sul rettilineo tra la curva 5 e la curva 6. I pannelli luminosi sono stati spostati verso l'alto per soddisfare i requisiti di altezza minima. Viene aggiunto un nuovo pannello luminoso sul lato sinistro tra la curva 13 e 14.
La Federazione concede alle squadre di lasciare gli pneumatici avvolti nelle termocoperte e riscaldati fino a una temperatura massima di 30 °C durante le notti per ridurre al minimo ogni problema relativo al freddo visto le basse temperature dell'ambiente.
La Federazione rende noto che al termine della gara del precedente Gran Premio del Canada, tra le prime dieci vetture classificate sono state sorteggiate la Mercedes di Lewis Hamilton, la Red Bull di Sergio Pérez e la Ferrari di Carlos Sainz Jr. per le verifiche tecniche. Le ispezioni hanno riguardato l'assemblaggio della tavola installata sul fondo vettura, la struttura del fondo anteriore e il dispositivo tra la struttura del piano anteriore e la cella di sopravvivenza. Inoltre il dispositivo tra la parte anteriore la struttura del fondo e la cella di sopravvivenza sono state sottoposte a prove di carico statiche e dinamiche. Tutti i componenti ispezionati sono risultati essere conformi al regolamento tecnico.
Nella giornata del mercoledì, la Mercedes utilizza il secondo degli otto coprifuochi concessi durante la stagione per effettuare le operazioni sulle proprie vetture, così come la Ferrari, nella giornata del giovedì, il primo dei sei coprifuochi utilizzabili. Entrambe le squadre non ricevono sanzioni.
Prima dell'inizio della prima sessione di prove libere del venerdì, la terza unità relativa al motore a combustione interna viene installata sulla vettura di Zhou Guanyu e Mick Schumacher. La terza unità relativa al turbocompressore viene installata sulla vettura di Carlos Sainz Jr. e Zhou. La terza unità relativa all'MGU-H viene installata sulla vettura di Sainz Jr, Zhou e Schumacher. La terza unità relativa all'MGU-K viene installata sulla vettura di Sainz Jr., Valtteri Bottas, Zhou e Schumacher. La sesta unità relativa all'impianto di scarico viene installata sulla vettura di Charles Leclerc e la quarta unità sulla vettura di Zhou. Tutti i piloti non sono penalizzati sulla griglia di partenza in quanto i nuovi componenti installati rientrano tra quelli utilizzabili nel numero massimo stabilito dal regolamento tecnico.
La terza scatola del cambio e la terza trasmissione viene installata sulla vettura di Sergio Pérez, Zhou e Kevin Magnussen. Tutti e tre i piloti non sono penalizzati sulla griglia di partenza in quanto i nuovi componenti rientrano tra quelli utilizzabili nel numero massimo stabilito dal regolamento tecnico.
Prima dell'inizio della terza sessione di prove libere del sabato, viene stabilito che se i piloti non percorrono correttamente l'uscita della curva 18 durante le qualifiche e la gara vedono il loro tempo su giro e immediatamente quello successivo cancellato dalla direzione gara. Solo i tempi sul giro che sono stati completati in pista vengono inclusi ai fini della classifica finale. Ai fini della conclusione della gara, la linea cui si fa riferimento è quella presente in pista e non quella in pit lane.

### Aspetti sportivi
Il Gran Premio rappresenta il decimo appuntamento stagionale a distanza di due settimane dalla disputa del ritorno nel calendario del campionato mondiale di Formula 1 per la prima volta dalla stagione 2019 del Gran Premio del Canada, nona gara del campionato. Dopo la seconda trasferta stagionale oltreoceano, il mondiale torna in Europa disputando la quarta gara complessiva del campionato nel vecchio continente, la prima prova nel mese di luglio. Il contratto per la disputa del Gran Premio di Gran Bretagna nel calendario del campionato mondiale di Formula 1, sempre sul circuito di Silverstone, ha una valenza fino alla stagione 2024. Sponsor del Gran Premio per questa edizione è, per la prima volta, la multinazionale cinese Lenovo. A differenza del calendario 2021, il Gran Premio di Gran Bretagna precedente quello d'Austria. Dopo che la precedente edizione del 2021 fu scelta come una delle tre della stagione, insieme al Gran Premio d'Italia e alla prima edizione del Gran Premio di San Paolo, ad essere protagonista della sperimentazione, per la prima volta nella storia della Formula 1, del format di gara caratterizzato dalla disputa della Qualifica Sprint al sabato al fine di stabilire la griglia di partenza del Gran Premio, il Gran Premio di Gran Bretagna torna a disputarsi nel tradizionale programma. Il format, confermato anche per questa stagione, è stato scelto come oggetto per altri tre Gran Premi, tra cui quelli dell'Emilia-Romagna, del successivo Gran Premio d'Austria e del Gran Premio di San Paolo, l'unico evento ad essere stato confermato per la seconda stagione consecutiva dove utilizzare il format, denominato Sprint in questo campionato. Sono attesi 400 000 spettatori nel corso del weekend di gara, il quale rappresenta il record assoluto per il Gran Premio inglese. La polizia locale teme, comunque, iniziative sconsiderate. La paura principale è quella che dei manifestanti vogliano provare a invadere la pista, come accaduto nell'edizione del 2003, interrotta da una sconsiderata invasione di pista di un attivista religioso.
Presente nel calendario del campionato mondiale di Formula 1 fin dall'edizione inaugurale del 1950 e valido quale prova della categoria dallo stesso anno, il Gran Premio di Gran Bretagna, insieme a quelli di Monaco, Svizzera, Belgio, Francia e Italia, compresa un'edizione della 500 Miglia di Indianapolis valida per il mondiale, fu una delle prove che caratterizzò il calendario dell'edizione inaugurale del mondiale di Formula 1. Il Gran Premio è l'unico, insieme a quello d'Italia, ad essere stato presente nel calendario del campionato mondiale fin dalla prima stagione del 1950. Esso vede la sua disputa nel calendario della stagione nel tradizionale mese di luglio, per la sua settantasettesima edizione, la settantatreesima valida per il mondiale. Sul circuito di Silverstone, sede attuale della gara, ebbe luogo il 13 maggio 1950 il primo Gran Premio di Formula 1 della storia, vinto dal pilota italiano Nino Farina su Alfa Romeo. Il circuito ha ospitato il maggior numero di edizioni del Gran Premio, su diverse configurazioni, la cui la più recente in uso dalla stagione 2011, ed è dietro solo al circuito di Monza con 71, sede del Gran Premio d'Italia, e al circuito di Monaco con 68, sede del Gran Premio omonimo, per maggior numero di edizioni disputate. Nella stagione 2020, condizionata dalle problematiche dettate dalla pandemia di COVID-19, il circuito di Silverstone ospitò, oltre al tradizionale Gran Premio di Gran Bretagna, anche il Gran Premio del 70º Anniversario, aggiunto al calendario in sostituzione di altri numerosi Gran Premi annullati in precedenza a causa dell'emergenza sanitaria. Il Gran Premio di Gran Bretagna è stato corso anche in due altre località: il circuito di Aintree ha ospitato cinque edizioni della gara tra il 1955 e il 1962, mentre quello di Brands Hatch dodici edizioni, alternandosi a quello attuale di Silverstone tra il 1964 e il 1986.
A partire da questo Gran Premio, la conferenza stampa dei piloti torna a tenersi nella giornata del giovedì, come fino alla stagione precedente. Il weekend compresso non ha trovato completa approvazione da parte dei piloti, che hanno chiesto all'organo mondiale di tornare al 2021, quando le canoniche conferenze stampa si tenevano il giorno prima dell'azione in pista. I piloti, con il sistema attuato quest'anno, hanno trovato una Federazione disponibile a tornare sui suoi passi. Alla conferenza stampa prendono parte dieci piloti, divisi in due gruppi da cinque, al posto di 20. Liberty Media e la Federazione trovano un compromesso riguardo la spesa limite del budget cap messa a disposizione per ogni singola scuderia, fissata a 142 milioni per questa stagione. Il tetto massimo viene lasciato inalterato e ai team che hanno chiesto più margine operativo a livello finanziario viene concesso un anticipo sulla spartizione degli introiti.
Nella riunione del World Motor Sport Council vengono cambiate alcune regole del campionato. Il cambiamento più importante riguarda i limiti delle power unit. Le squadre sono infatti autorizzate a cambiare i motori in condizioni di parco chiuso con versioni più recenti che sono state inserite nelle loro rotazioni. Inoltre, la Federazione ha aggiunto una disposizione al regolamento per consentire la riparazione temporanea dei propulsori. Vengono modificate anche le regole relative alle limitazioni delle vetture per i test Pirelli. Sono state inoltre aggiornate le prove di flessione per verificare la flessibilità delle ali posteriori e le regole sugli specchietti per migliorare la visibilità. Infine, dopo alcuni problemi riscontrati in stagione, le squadre possono portare la benzina a 20 °C nelle gare più calde. Nelle gare dove la temperatura ambiente è di 30 °C o superiore, la benzina può essere sempre raffreddata fino a 20 °C. La temperatura ambiente viene registrata da un servizio meteo approvato dalla Federazione un'ora prima di qualsiasi sessione di prove o tre ore prima della gara o della Sprint, e viene riportato sui monitori dei tempi. La temperatura del carburante è quella registrata a bordo dal flussimetro primario.
Da questa gara, cambiano le verifiche tecniche per quanto riguarda la deformazione delle appendici alari al posteriore. I nuovi test prevedono l'applicazione di una forza superiore ai precedenti 60 newton. La nuova norma prevede l'imposizione simultanea di due carichi da 150 newton, applicati a una distanza maggiore dall'asse di mezzeria della vettura, aumentando così ulteriormente la deformazione corrispondente. La distanza laterale di applicazione dall'asse centrale è fissata adesso a 270 mm, mentre in precedenza era compresa tra 100 e 215 mm. In aggiunta, la deformazione risultante al bordo arretrato della beam wing non può sforare i 3 mm, contro i precedenti 5 mm. Per l'ala posteriore principale, sotto l'azione di 2 000 newton perpendicolari alla superficie, può flettersi adesso fino a 3 mm, 1 mm in più rispetto alla normativa precedente. La Federazione ha inoltre specificato che a DRS aperto l'apertura deve essere tale da impedire il passaggio di una sfera di 85 mm di diametro tra il profilo superiore e inferiore, con una spinta di 10 newton. Viene infine riportato nel regolamento anche il monitoraggio in marcia della deformazione delle ali posteriori, avvalendosi delle telecamere e dei riferimenti adesivi posti sui profili, pratica già in uso dal Gran Premio d'Azerbaigian 2021.
Alla vigilia del precedente Gran Premio del Canada, la Federazione avvia un'indagine per studiare quanto il saltellamento delle vetture in pieno rettilineo sia pericoloso per i piloti, non solamente per la sicurezza in pista, ma anche per le ripercussioni sul fisico. I sobbalzi sono risultati particolarmente accentuati sul lungo rettilineo del circuito di Baku durante il Gran Premio d'Azerbaigian, destando più di una preoccupazione per i piloti, in particolare per quello britannico della Mercedes, Lewis Hamilton, protagonista di forti dolori alla schiena causati dal saltellamento, la cui presenza viene messa inizialmente in dubbio per la gara canadese, ma successivamente smentita dallo stesso pilota. La Federazione vuole avere un quadro completo, consultando medici specialistici e raccogliere dati da altre serie, per esempio dal rally. La Federazione così decide di emanare una direttiva tecnica in cui viene spiegato che nell'interesse della sicurezza è necessario intervenire per richiedere ai team di apportare le modifiche necessarie per ridurre o eliminare questo fenomeno del saltellamento. Nel dettaglio, l'organo mondiale dell'automobilismo decide di intervenire su alcuni punti, come un controllo più attento del fondo vettura e la definizione di una metrica, basata sull'accelerazione verticale della vettura, che fornisce un limite quantitativo per il livello accettabile di oscillazioni verticali. Viene inoltre preannunciato un incontro tra la FIA e i team. Nella gara canadese, la Federazione si limita a raccogliere i dati nella terza sessione di prove libere del sabato, senza applicare penalità visto il poco tempo lasciato a disposizione delle squadre. Dopo i dati raccolti, alla vigilia del Gran Premio inglese, la Federazione rende noto alle squadre che la direttiva è attiva a partire dal Gran Premio di Francia in programma a fine luglio. Essa inoltre stabilisce alcuni nuovi parametri riguardo all’usura del fondo e alla rigidità del pattino centrale che le squadre devono rispettare.
Per il pilota spagnolo della Ferrari, Carlos Sainz Jr., si tratta del centocinquantesimo Gran Premio nella categoria, dopo aver debuttato nel Gran Premio d'Australia 2015 per l'ex scuderia Toro Rosso. La scuderia britannica McLaren annuncia ufficialmente una partnership immediata e pluriennale con l'istituto finanziario Goldman Sachs, che vede il proprio logo stampato sulle livree delle proprie vetture a partire da questa gara. La collaborazione punta alla concretizzazione di un futuro più sostenibile attraverso una gestione comune degli impatti sociali, ambientali ed economici nella transizione verso un'economia inclusiva a zero emissioni. L'annuncio di questa partnership arriva dopo il riconoscimento della Federazione con le tre stelle assegnate alla scuderia di Woking per la tutela ambientale, premio ottenuto per il nono anno consecutivo. Il pilota estone di Formula 2, Jüri Vips, e riserva della Red Bull Racing, dopo essere stato inizialmente sospeso dal team austriaco per via di alcune frasi razziste, venendo successivamente allontanato dalla squadra. Vips debuttò in una sessione ufficiale di Formula 1 durante la prima sessione di prove libere nel corso del Gran Premio di Spagna, in sostituzione del messicano Sergio Pérez. La Red Bull Racing promuove al ruolo di pilota di riserva per il 2023 il neozelandese di Formula 2 Liam Lawson, in sostituzione di Vips. La scuderia di Milton Keynes, inoltre, annuncia lo sbarco nelle Hypercar con la RB17 dell'ingegnere tecnico britannico della scuderia, Adrian Newey. Il pilota francese dell'AlphaTauri, Pierre Gasly, viene confermato dalla scuderia di Faenza anche per la stagione 2023. La Mercedes avvia nuovi tirocini per i giovani studenti. Nella sede della scuderia tedesca prende forma il nuovo progetto "Accelerate 25", realizzato in collaborazione con Sutton Trust e che prevede tirocini per diversi giovani provenienti da contesti socio-economici inferiori, il tutto nel tentativo di accelerare la loro mobilità sociale. L'iniziativa, ufficializzata al termine della stagione 2020, è inoltre finalizzata all’accesso del maggior numero di studenti ad un livello di istruzione più alto. La città di Madrid, capitale della Spagna, si candida a ospitare un Gran Premio di Formula 1, su un circuito non cittadino. Viene esteso il rapporto tra la Formula 1 e il Prosecco Ferrari Trento, brindisi ufficiale della categoria, da tre a cinque anni, fino al 2025, così come l'estensione fino alla fine della stessa stagione con The Memento Group (TMG), azienda britannica di licenze sportive, vendita al dettaglio e memorabilia. La scuderia francese Alpine avvia con effetto immediato il programma Rac(H)er, ideato per aumentare la diversità di genere al suo interno in tutti i suoi settori, dall'ingegneria sino ad arrivare alla formazione di piloti donna per portarle un giorno nella massima categoria. Il direttore sportivo della Ferrari, Laurent Mekies, non è presente al muretto della scuderia e agisce da remoto a causa della positività al SARS-CoV-2. Il pilota britannico della Mercedes, Lewis Hamilton, prende regolarmente parte al Gran Premio nonostante la proroga riguardo ai gioielli indossati dai piloti con scadenza fino a giugno, stabilita prima del Gran Premio di Monaco. Successivamente il pilota rende noto la rimozione dei gioielli e di altri oggetti metallici prima del Gran Premio inglese. Per la prima volta dal Gran Premio del Giappone 1993, vengono proposte le immagini provenienti dai pedali della vettura del pilota britannico della McLaren, Lando Norris.
Prima della gara, con un evento speciale, il pilota tedesco dell'Aston Martin, Sebastian Vettel, omaggia i 30 anni della vittoria del britannico Nigel Mansell nell'edizione 1992 della gara a bordo della Williams FW14B. Il tedesco compie qualche giro dimostrativo sulla vettura — acquistata due anni prima —, alimentata tuttavia da un carburante a zero emissioni di carbonio, in modo da promuovere l'iniziativa Race without trace, volta a sollecitare l'utilizzo di biocarburanti.
Per questo Gran Premio, la FIA designa il tedesco Niels Wittich quale direttore di gara. L'ex pilota di Formula 1, lo statunitense Danny Sullivan, è nominato commissario aggiunto per la gara. Ha svolto tale funzione anche in passato, l'ultima nella prima edizione del Gran Premio di Miami. È la casa automobilistica inglese Aston Martin, come nella gara precedente, a fornire la safety car e la medical car.

## Prove

### Resoconto
La pioggia cade sul tracciato, in maniera anche abbondante, almeno nei primi minuti della prima sessione del venerdì. In seguito le condizioni migliorano, ma senza che la pista possa asciugarsi completamente, per consentire ai piloti di utilizzare a pieno le gomme slick. Nel complesso solo dieci piloti hanno un giro cronometrato. Valtteri Bottas è il più rapido. Il pilota dell'Alfa Romeo, che impiega gomme da bagnato intermedio, precede Lewis Hamilton, che ha cercato di completare il giro con gomme da asciutto, ma non potendo sfruttarle nel modo migliore. Al terzo posto ha chiuso Carlos Sainz Jr., anche lui con gomme da bagnato intermedio.
La sessione è stata interrotta, a pochi minuti dalla fine, per un'uscita di pista, alla Copse, da parte di Lance Stroll. In realtà il pilota canadese è riuscito a mantenere accesa la sua monoposto, e rientrare ai box autonomamente. Mancando pochi minuti al termine, la direzione gara ha deciso di chiudere definitivamente la sessione.
La sessione pomeridiana, effettuata su pista asciutta, ha visto prevalere Sainz Jr., davanti a Hamilton, staccato di 163 millesimi, e all'altro britannico Lando Norris. La Mercedes, con aerodinamica modificata, soffre ancora di saltellamenti, ma sembra essere competitiva sul passo gara, grazie alla simulazione di Gran Premio con gomme hard effettuata da George Russell. Max Verstappen si piazza quarto, ma subisce la rottura del fondo della sua Red Bull. Alle sue spalle si piazza Charles Leclerc, che sembra più competitivo con le gomme medie, che con le soft.
Durante le prime due sessioni di prove libere del venerdì, George Russell, Charles Leclerc e Lando Norris utilizzano l'assemblaggio di una trasmissione al di fuori dell'allocazione prevista secondo il regolamento tecnico. Tutti e tre i piloti non sono penalizzati sulla griglia di partenza in quanto tale operazione rientra tra quelle effettuabili nel numero massimo consentito dal regolamento tecnico.
Prima dell'inizio della terza sessione di prove libere del sabato sulla vettura di Sergio Pérez viene installata la seconda unità relativa all'unità di controllo elettronico. Il pilota messicano della Red Bull Racing non è penalizzato sulla griglia di partenza in quanto il nuovo componente installato rientra tra quelli utilizzabili nel numero massimo stabilito dal regolamento tecnico. La terza scatola del cambio e la terza trasmissione viene installata sulla vettura di Lando Norris. Il pilota britannico della McLaren non è penalizzato sulla griglia di partenza in quanto i nuovi componenti rientrano tra quelli utilizzabili nel numero massimo stabilito dal regolamento tecnico.
La sessione del sabato, disputata con la pista asciutta, è dominata dalle due Red Bull Racing, con Verstappen che precede di quattro decimi il compagno di team Pérez. L'olandese non ha nemmeno preso parte ai primi minuti della sessione, per poi uscire in pista e cogliere subito la migliore prestazione, poi limata nei successivi tentativi. Le vetture austriache hanno un assetto aerodinamico più carico di quello della Ferrari, ma questo non sembra penalizzare la loro velocità. Leclerc è comunque terzo, anche se la vettura italiana soffre di un certo saltellamento. Sainz Jr. è sesto, preceduto anche dal duo della Mercedes. Gli undici piloti che seguono lo spagnolo sono racchiusi in un secondo.

### Risultati
Nella prima sessione del venerdì si è avuta questa situazione:
| Pos | Nº | Pilota           | Costruttore        | Tempo    | Gap    | Giri |
| --- | -- | ---------------- | ------------------ | -------- | ------ | ---- |
| 1   | 77 | Valtteri Bottas  | Alfa Romeo-Ferrari | 1'42"249 |        | 9    |
| 2   | 44 | Lewis Hamilton   | Mercedes           | 1'42"781 | +0"532 | 10   |
| 3   | 55 | Carlos Sainz Jr. | Ferrari            | 1'42"967 | +0"718 | 8    |

Nella seconda sessione del venerdì si è avuta questa situazione:
| Pos | Nº | Pilota           | Costruttore      | Tempo    | Gap    | Giri |
| --- | -- | ---------------- | ---------------- | -------- | ------ | ---- |
| 1   | 55 | Carlos Sainz Jr. | Ferrari          | 1'28"942 |        | 28   |
| 2   | 44 | Lewis Hamilton   | Mercedes         | 1'29"105 | +0"163 | 21   |
| 3   | 4  | Lando Norris     | McLaren-Mercedes | 1'29"118 | +0"176 | 29   |

Nella sessione del sabato mattina si è avuta questa situazione:
| Pos | Nº | Pilota          | Costruttore          | Tempo    | Gap    | Giri |
| --- | -- | --------------- | -------------------- | -------- | ------ | ---- |
| 1   | 1  | Max Verstappen  | Red Bull Racing-RBPT | 1'27"901 |        | 18   |
| 2   | 11 | Sergio Pérez    | Red Bull Racing-RBPT | 1'28"311 | +0"410 | 21   |
| 3   | 16 | Charles Leclerc | Ferrari              | 1'28"348 | +0"447 | 21   |

## Qualifiche

### Resoconto

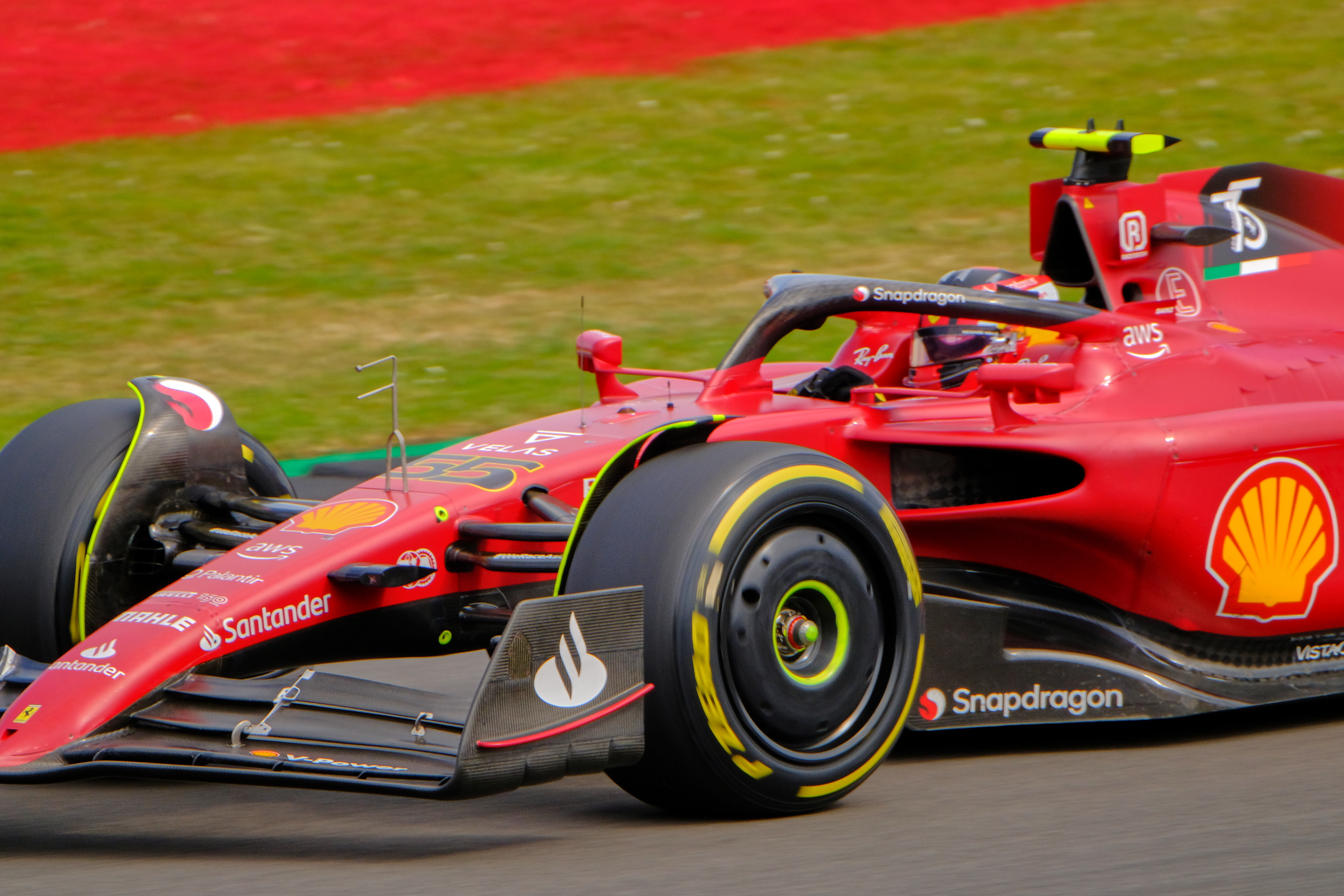
Carlos Sainz Jr. fa registrare la prima pole position in carriera

A differenza delle libere del mattino, le qualifiche si tengono con la pioggia e la pista bagnata. In realtà le condizioni non sono così difficili da far montare gomme da bagnato estremo, ma solo quelle da bagnato intermedio. I piloti, di fatto, girano per l'intera durata della prima fase, nella speranza di aumentare la confidenza con la pista, e in attesa di un miglioramento delle condizioni meteorologiche. Dopo il tempo fatto segnare da Alexander Albon, si piazza in vetta Charles Leclerc; secondo è l'altro pilota della Ferrari, Carlos Sainz Jr., staccato di due secondi dal monegasco. Passa al comando Max Verstappen, battuto da Albon, poi ancora da Leclerc (1'43"028). Gasly scala terzo, prima che le due Mercedes s'intercalino in seconda e terza posizione.
La vetta della graduatoria passa ancora di mano diverse volte, tra Verstappen e Leclerc. Pérez è terzo, prima di cedere la posizione a Sainz Jr.. La terza posizione passa a Russell, poi a Lando Norris. Russell va in prima posizione, prima che Verstappen porti il limite a 1'40"452. In questo caso Lerclec non fa meglio del secondo tempo. Sainz Jr. risale terzo, mentre Zhou Guanyu rimonta quinto. Verstappen è il primo a scendere sotto il minuto e quaranta. Anche l'altro pilota della Red Bull Racing, Pérez, risale, quarto. Anche Sainz Jr. migliora, ed è secondo, battuto da Hamilton. La pista, ancora in miglioramento, fa rimescolare ancora la classifica. Leclerc prende ancora il primo tempo, ma è, di nuovo, preceduto da Verstappen. Vengono eliminati Albon, le due Aston Martin e le due Haas. Albon si lamenta col suo team, che gli ha imposto un giro di raffreddamento degli pneumatici, durante la sessione.
A inizio Q2 Nicholas Latifi va al comando, battuto da Zhou. Yuki Tsunoda s'intercala fra i due. Nel frattempo la pioggia sembra aumentare ancora la sua intensità. Fernando Alonso sale primo, battuto però da Pérez (1'42"512). Come in Q1, Verstappen strappa ancora il miglior tempo; sale terzo Hamilton, davanti all'altro pilota della Mercedes, Russell. Zhou riprende la terza posizione, poco dopo. Il pilota della McLaren Norris si posiziona secondo, mentre Leclerc sigla il miglior tempo provvisorio, in 1'41"247. Ancora una volta il tempo del monegasco è migliorato dal solito Verstappen. Hamilton s'intercala in seconda posizione, prima che Sainz Jr. colga il quarto rilievo cronometrico. A differenza della Q1, la pista non si migliora, e i piloti provvisoriamente in zona di eliminazione, nel loro ultimo tentativo, non hanno la capacità di migliorare. Non passano in Q3 Pierre Gasly, Valtteri Bottas, Tsunoda, Daniel Ricciardo e Esteban Ocon.
La pioggia, all'inizio dell'ultima fase, sembra calare, anche se il rischio di una nuova intensificazione delle precipitazioni è sempre alto. Sainz Jr. chiude il suo giro in 1'51"022; lo spagnolo cede la prima posizione a Leclerc. Verstappen, autore di un testacoda, chiude lontano dalle Ferrari. Chi batte il tempo del monegasco è Zhou (1'49"454). Alonso si prende la vetta (1'46"227). Ritorna al comando Sainz Jr., che però è facilmente sopravanzato da Leclerc (1'44"844). Meglio di Sainz Jr. fa anche Verstappen, che chiude a 43 millesimi da Leclerc. Alonso è di nuovo terzo, mentre Pérez strappa il quarto tempo. Poco dopo Verstappen, che riesce a chiudere un giro senza errori, segna 1'42"996.
Anche Norris batte Leclerc, prima dell'arrivo delle due Mercedes, che strappano secondo e terzo tempo. Hamilton, nel giro seguente, si avvicina a pochissimi decimi dal tempo del campione del mondo. Il terzo posto passa a Leclerc, poi ad Alonso, a poco più di un decimo da Verstappen. Poco dopo le due Ferrari battono Verstappen, prima Sainz Jr., poi Leclerc (1'41"298). Verstappen segna 1'41"055, riprendendo la pole position provvisoria, mentre Norris è terzo, presto battuto da Pérez. Alonso rimonta quinto, ma meglio fa Sainz Jr., che è capace di battere Verstappen. Hamilton coglie il quarto tempo, battuto, poi, da Pérez.
Carlos Sainz Jr. conquista la prima pole position in carriera, nel suo centocinquatesimo Gran Premio in Formula 1, la seconda striscia più lunga prima di ottenere la partenza al palo dopo il messicano Pérez nel Gran Premio d'Arabia Saudita, dove ottenne la pole position nella sua duecentoquindicesima gara. È il trentaquattresimo pilota alla guida della Ferrari a centrare la pole position e il secondo spagnolo nella categoria ad ottenere la prima posizione dopo Alonso, che ha conquistato 22 partenze dalla prima piazza. Sainz Jr. è il primo pilota della Ferrari a conquistare la pole position sul circuito di Silverstone dalla partenza in prima posizione proprio di Alonso nell'edizione del 2012, e diviene il centoquattresimo pilota del campionato mondiale ad aggiudicarsi la pole position, il sesto pilota differente nelle ultime quattro stagioni dopo Leclerc, Verstappen, Norris, Stroll e Pérez. Per la Ferrari è la settima pole position stagionale su dieci Gran Premi disputati. Per la seconda volta nella storia la vettura numero 55 parte in prima piazza dopo il Gran Premio del Canada 1978 con Jean-Pierre Jarier. È stata la prima volta in 11 corse sul circuito inglese che la Mercedes non è stata la più veloce in qualifica. Verstappen, secondo, viene battuto nella sessione di qualifica tenutasi sul bagnato per la prima volta in questa stagione per 0"072, e per la quinta volta nelle ultime sei stagioni la Q3 è stata decisa per meno di 0"075 a Silverstone. Leclerc, terzo, è qualificato al di fuori delle prime due posizioni per la prima volta in questa stagione quando è stato capace di raggiungere la Q3. Il quarto posto di Pérez rappresenta per la settima volta in dieci Gran Premi stagionali che le prime due file sono appannaggio dei piloti della Ferrari e della Red Bull Racing. Per Pérez è la prima partenza nelle prime cinque posizioni nella sua undicesima gara sul circuito di Silverstone. Hamilton si qualifica in quinta posizione, e l'ultima volta in cui è partito oltre la prima fila a Silverstone accadde nell'edizione del 2014, dove poi vinse la gara partendo dalla terza fila. Norris, sesto, allunga la striscia di raggiungere il Q3 ogni qualvolta ha corso sul circuito inglese. Alonso, settimo, si qualifica nella stessa posizione, oltre che d'arrivo, dell'edizione precedente del Gran Premio. Zhou raggiunge la Q3 per la seconda gara consecutiva, facendo meglio di Bottas in qualifica per la terza gara consecutiva. Per la prima volta in carriera, Latifi raggiunge il Q3, nonostante la partenza in decima posizione nel Gran Premio del Belgio 2021 per via di penalità in griglia occorse ad altri piloti, mentre Gasly parte in undicesima posizione per la terza volta negli ultimi quattro Gran Premi disputati a Silverstone. La qualificazione di Bottas al dodicesimo posto rappresenta la sua posizione più bassa in qualifica a Silverstone dal quattordicesimo posto nell'edizione del 2014, in un'altra sessione di qualifica sul bagnato. Ricciardo viene eliminato in Q2 per la terza volta in quattro gare stagionali, mentre Magnussen viene eliminato in Q1 a Silverstone per la quarta volta consecutiva. Vettel viene eliminato in Q1 per la seconda gara consecutiva del campionato, e per la prima volta in assoluto in 16 Gran Premi corsi in Inghilterra, mentre per Stroll è stata la quinta eliminazione consecutiva in Q1.
È stato cancellato un tempo dai commissari sportivi ai piloti per non aver rispettato i limiti della pista, durante le qualifiche. Se l'è visto cancellare Nicholas Latifi alla curva 3.

### Risultati
Nella sessione di qualifica si è avuta questa situazione:
| Pos                         | Nº | Pilota           | Costruttore                  | Q1       | Q2       | Q3       | Griglia |
| --------------------------- | -- | ---------------- | ---------------------------- | -------- | -------- | -------- | ------- |
| 1                           | 55 | Carlos Sainz Jr. | Ferrari                      | 1'40"190 | 1'41"602 | 1'40"983 | 1       |
| 2                           | 1  | Max Verstappen   | Red Bull Racing-RBPT         | 1'39"129 | 1'40"655 | 1'41"055 | 2       |
| 3                           | 16 | Charles Leclerc  | Ferrari                      | 1'39"846 | 1'41"247 | 1'41"298 | 3       |
| 4                           | 11 | Sergio Pérez     | Red Bull Racing-RBPT         | 1'40"521 | 1'42"513 | 1'41"616 | 4       |
| 5                           | 44 | Lewis Hamilton   | Mercedes                     | 1'40"428 | 1'41"062 | 1'41"995 | 5       |
| 6                           | 4  | Lando Norris     | McLaren-Mercedes             | 1'41"515 | 1'41"821 | 1'42"084 | 6       |
| 7                           | 14 | Fernando Alonso  | Alpine-Renault               | 1'41"598 | 1'42"209 | 1'42"166 | 7       |
| 8                           | 63 | George Russell   | Mercedes                     | 1'40"028 | 1'41"725 | 1'42"161 | 8       |
| 9                           | 24 | Zhou Guanyu      | Alfa Romeo-Ferrari           | 1'40"791 | 1'42"640 | 1'42"719 | 9       |
| 10                          | 6  | Nicholas Latifi  | Williams-Mercedes            | 1'41"998 | 1'43"273 | 2'03"095 | 10      |
| 11                          | 10 | Pierre Gasly     | AlphaTauri-RBPT              | 1'41"680 | 1'43"702 | N.D.     | 11      |
| 12                          | 77 | Valtteri Bottas  | Alfa Romeo-Ferrari           | 1'41"396 | 1'44"232 | N.D.     | 12      |
| 13                          | 22 | Yuki Tsunoda     | AlphaTauri-RBPT              | 1'41"893 | 1'44"311 | N.D.     | 13      |
| 14                          | 3  | Daniel Ricciardo | McLaren-Mercedes             | 1'41"933 | 1'44"355 | N.D.     | 14      |
| 15                          | 31 | Esteban Ocon     | Alpine-Renault               | 1'41"730 | 1'45"190 | N.D.     | 15      |
| 16                          | 23 | Alexander Albon  | Williams-Mercedes            | 1'42"078 | N.D.     | N.D.     | 16      |
| 17                          | 20 | Kevin Magnussen  | Haas-Ferrari                 | 1'42"159 | N.D.     | N.D.     | 17      |
| 18                          | 5  | Sebastian Vettel | Aston Martin Aramco-Mercedes | 1'42"666 | N.D.     | N.D.     | 18      |
| 19                          | 47 | Mick Schumacher  | Haas-Ferrari                 | 1'42"708 | N.D.     | N.D.     | 19      |
| 20                          | 18 | Lance Stroll     | Aston Martin Aramco-Mercedes | 1'43"430 | N.D.     | N.D.     | 20      |
| Tempo limite 107%: 1'46"068 |    |                  |                              |          |          |          |         |

In grassetto sono indicate le migliori prestazioni in Q1, Q2 e Q3.

## Gara

### Resoconto

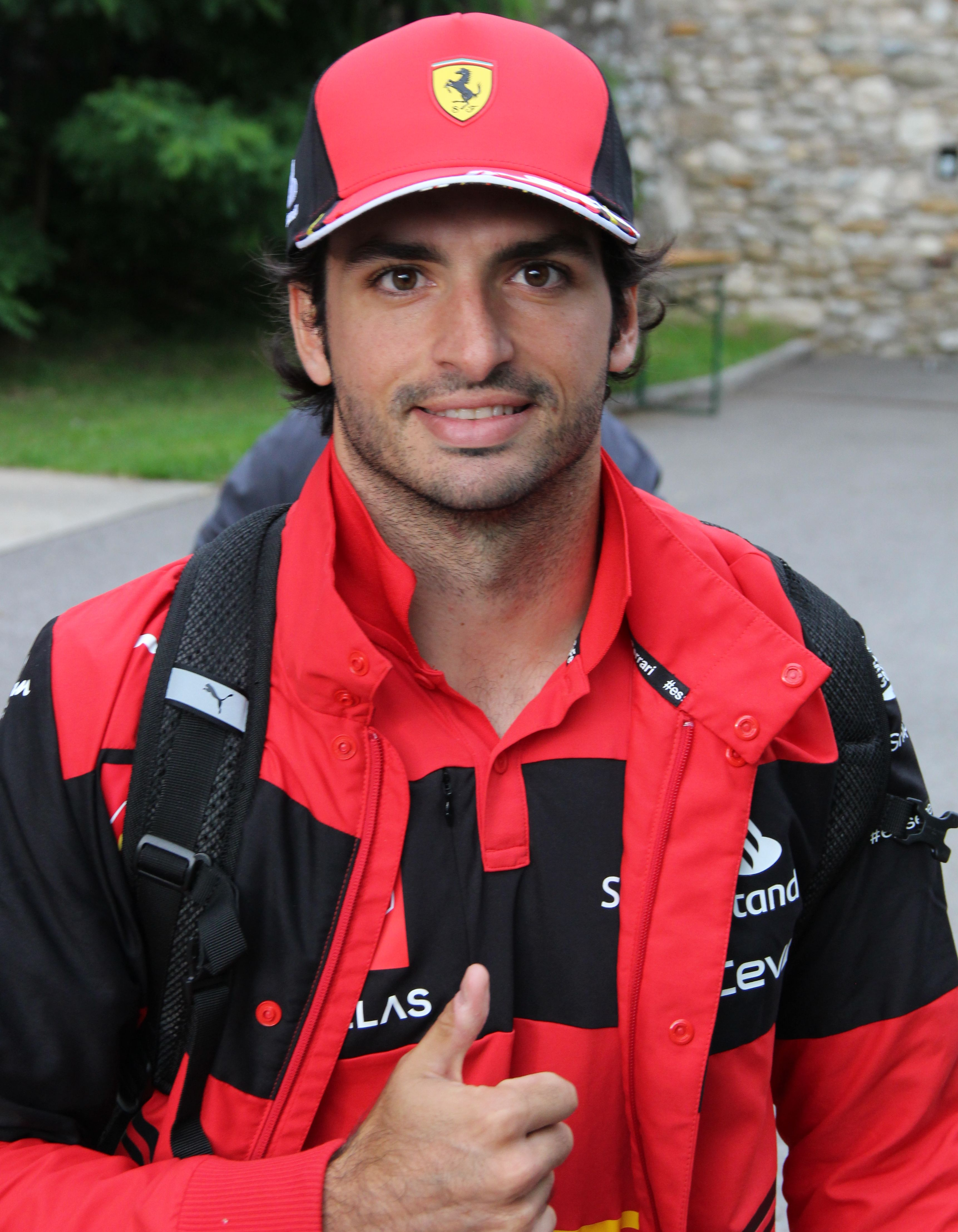
Dopo la partenza al palo, Sainz Jr. ottiene a Silverstone la prima vittoria in carriera, in coincidenza col suo 150º Gran Premio disputato.

Le Ferrari hanno una brutta partenza. Carlos Sainz Jr. cede la prima posizione a Max Verstappen, che monta gomme soft, mentre Charles Leclerc viene infilato da Lewis Hamilton. La gara viene, però, subito interrotta con bandiera rossa per un incidente nella pancia del gruppo. George Russell, stretto da Pierre Gasly, colpisce la vettura di Zhou Guanyu, che salta in alto, si ribalta, danneggia il roll-bar, e termina contro le barriere, addirittura superandole. Alexander Albon, per evitare il caos, rallenta, viene tamponato da Sebastian Vettel, per poi colpire Esteban Ocon e Yuki Tsunoda. Tra l'altro la direzione di gara comunica anche la presenza di persone non autorizzate sul tracciato, sempre nel corso del primo giro, comunque già fermato per l'incidente. Zhou viene estratto dalla sua monoposto, portato al centro medico, ma sembra senza problemi fisici di rilievo. Anche Albon ha bisogno di cure mediche, ma senza riscontrare gravi problemi fisici.
La gara riprende alle 15:56, ora locale, senza tre vetture, Russell, Zhou e Albon, dalla griglia di partenza, secondo lo schieramento delle qualifiche e non della classifica al momento dell'interruzione. In questo caso Sainz Jr. è capace di mantenere il comando, difendendosi da Verstappen, passato alle medie nel corso dell'interruzione. Dietro c'è un contatto tra Leclerc e Sergio Pérez, con entrambi i piloti che danneggiano gli alettoni anteriori. Alle loro spalle ci sono Lando Norris, Hamilton e Pierre Gasly. Al quinto giro Pérez va ai box, per cambiare l'alettone. Il giro dopo Hamilton prende la posizione a Norris. Verstappen sembra avere un ritmo migliore di Sainz Jr., gli si avvicina e, sfruttando un errore dello spagnolo, lo passa, al nono giro. Un altro colpo di scena accade tre giri dopo quando, complice una foratura, Verstappen viene sfilato dalla coppia Ferrari, ed è costretto al cambio gomme. L'olandese rientra in gara sesto, ma si lamenta subito, col muretto, per la mancanza di bilanciamento della sua monoposto. Tsunoda cerca di passare il suo compagno di team Gasly, va in testacoda, forzando all'errore il francese. Entrambi sono capaci di ripartire, ma scendono fuori dalla zona dei punti.
Nei giri successivi il più veloce in pista è Hamilton, che riduce il gap sulla coppia della Ferrari. Nel frattempo Leclerc chiede di poter passare Sainz Jr., stimandosi più veloce, e avendo timore del recupero del britannico della Mercedes. Sainz Jr. si ferma per il cambio gomme al ventesimo giro, passando dalle medie alle dure. Leclerc si trova al comando, con un margine di 2"4 su Hamilton e oltre 19 sul compagno di team. Seguono Norris, Alonso, Verstappen e Ocon. Il campione del mondo soffre ancora per una vettura non competitiva, rientrando ai box al ventitreesimo giro. Ritornato in pista, si trova davanti Vettel, che sorpassa presto. Al venticinquesimo passaggio è il turno dei cambio gomme per Leclerc. Il monegasco passa alle dure, e scende in terza posizione, con Hamilton primo, davanti a Sainz Jr.. Ora la situazione è ribaltata, con la coppia ferrarista che, sfruttando gomme fresche, si avvicina al pilota di casa. Al trentesimo giro Sainz Jr. lascia sfilare Leclerc, dopo che i due avevano anche duellato.

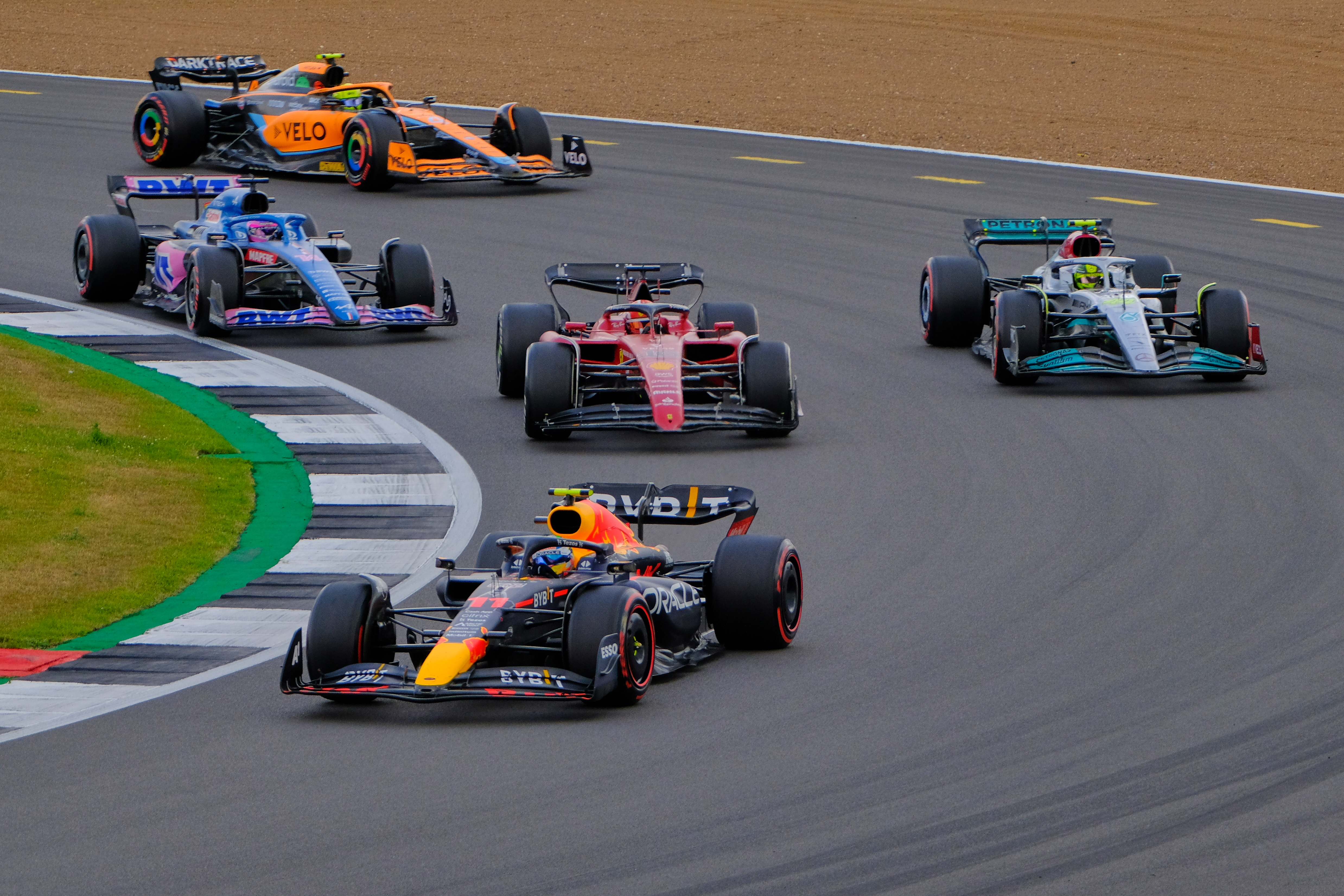
La lotta tra cinque vetture per il secondo e terzo posto scaturito al rientro della safety car

Tre giri dopo si ferma Lewis Hamilton, che passa alle dure. Al trentaquattresimo giro tocca a Norris. La classifica vede in testa Leclerc, seguito da Sainz Jr., Hamilton, Pérez, Norris e Alonso. Poco dopo Ocon passa Verstappen, per l'ottava posizione, ma il pilota francese si ritira quasi subito, lasciando la sua monoposto in posizione pericolosa. La direzione di gara invia in pista la safety car. Sfruttano l'occasione, per montare gomme soft, tra i primi, Sainz Jr., Hamilton e Pérez. Il giro dopo fanno la stessa scelta pure Norris e Verstappen. Alla ripartenza Sainz Jr. attacca, e passa Leclerc, che si deve difendere da i piloti che seguono, tutti con gomme morbide e fresche. Al quarantaquattresimo giro Pérez attacca Leclerc, vanno entrambi lunghi, e vengono passati da Hamilton, che si trova secondo. Anche Alonso e Norris, che seguono, si avvicinano al terzetto. La lotta si fa intensa. Hamilton viene nuovamente passato da Pérez e Leclerc, per poi attaccare ancora il ferrarista, che si difende magistralmente alla Copse. Al quarantottesimo giro Leclerc non ha più possibilità di difendersi, e deve cedere, definitivamente, la terza posizione a Hamilton. Più dietro Verstappen viene attaccato da Mick Schumacher, per la settima piazza, e resiste. All'ultimo giro Hamilton prende il giro veloce della gara.
Carlos Sainz Jr. vince il primo Gran Premio in carriera, alla centocinquantesima gara nella categoria. È il centododicesimo pilota diverso della categoria a vincere un Gran Premio, il quarantesimo a trionfare con la Ferrari. Per la seconda corsa consecutiva della stagione dopo il precedente Gran Premio del Canada vinto da Verstappen, un pilota conquista la vittoria partendo dalla pole position nel suo centocinquatesimo Gran Premio. Per Sainz Jr. è la seconda striscia più lunga prima di ottenere una vittoria dopo il messicano Pérez nel Gran Premio di Sakhir 2020, dove ottenne la vittoria nel centonovantesimo Gran Premio. Il pilota della Ferrari, al sesto podio stagionale in confronto ai quattro ottenuti dal compagno di squadra Leclerc, è il secondo spagnolo nella categoria vincitore di una corsa dopo Fernando Alonso, il quale ha accumulato 32 vittorie tra il 2003 e il 2013, l'ultima delle quali al Gran Premio di Spagna 2013, nonché il secondo iberico a trionfare sulla pista inglese alla guida della Ferrari undici anni dopo lo stesso Alonso. La scuderia di Maranello, che torna a vincere nel Gran Premio di Gran Bretagna per la prima volta dall'edizione del 2018 con Sebastian Vettel e dal Gran Premio d'Australia corso ad aprile con Leclerc, ottiene la quindicesima vittoria sul circuito di Silverstone, tracciato in cui il costruttore italiano vinse il suo primo Gran Premio in Formula 1 nel 1951 con il pilota argentino José Froilán González. Pérez, secondo, e diciassettesimo ed ultimo durante il sesto giro, si era classificato solamente una volta nelle prime otto posizioni a Silverstone negli ultimi dieci anni, durante l'edizione del 2016 dove terminò in sesta posizione. Hamilton, terzo, a podio per la seconda gara consecutiva del campionato dopo aver condotto i primi giri in un Gran Premio in stagione, stabilisce un nuovo record nella categoria per aver siglato il maggior numero di podi su uno stesso tracciato con 13. Per il britannico è il decimo podio consecutivo sul circuito inglese. Hamilton ha condotto almeno un giro in un Gran Premio in tutte le sue 16 stagioni, superando il primato di Michael Schumacher fermo a 15. Leclerc, quarto, non ottiene podi da cinque gare. Il pilota monegasco ha terminato dalla quarta posizione in avanti nelle ultime cinque gare tenutesi in Inghilterra. Grazie al quinto posto di Alonso, l'Alpine ottiene il miglior risultato stagionale. Il pilota spagnolo batte il record detenuto dal finlandese Räikkönen del maggior numero di km percorsi in un Gran Premio con 92 596. Norris, sesto, ottiene punti per la quarta volta consecutiva a Silverstone, e per la terza volta in stagione ottiene un piazzamento nelle prime sei posizioni. Con il settimo posto di Verstappen e il secondo di Pérez, la Red Bull Racing termina una striscia di sei Gran Premi vinti in campionato iniziata nel Gran Premio dell'Emilia-Romagna, la seconda striscia più lunga della propria storia, di cui cinque vittorie appannaggio di Verstappen e una di Pérez. Mick Schumacher, ottavo, ottiene punti per la prima volta in carriera nel suo trentunesimo Gran Premio nella categoria, la sesta striscia più lunga di tutti i tempi prima di ottenere punti in una gara. È il primo piazzamento in zona punti per uno Schumacher dal Gran Premio del Brasile 2012. Vettel, nono, ottiene punti nel giorno del suo trentacinquesimo compleanno nonostante l'eliminazione nella prima fase delle qualifiche, mentre Magnussen, decimo, conquista punti dopo non essere riuscito a terminare la corsa nelle sue ultime tre partenze a Silverstone. Per Latifi il dodicesimo posto rappresenta il miglior risultato stagionale, adesso non più all'ultimo posto della classifica piloti, occupato dal pilota di riserva dell'Aston Martin Hülkenberg, il quale ha corso i primi due Gran Premi della stagione in sostituzione di Vettel. Russell, ritirato nel corso del primo giro per la prima volta in carriera, termina la striscia dell'unico pilota di questo campionato a conquistare punti, a terminare nelle prime cinque posizioni in ogni gara e a completare ogni giro. Il Gran Premio ha visto quattordici classificati, pareggiando per la seconda volta in stagione il numero più basso del campionato dopo quanto successo nel Gran Premio d'Arabia Saudita, oltre a segnare lo stesso numero di ritiri della gara araba, senza considerare in quell'occasione Albon classificato per aver completato il 90% della distanza di gara. È stato il secondo Gran Premio della stagione ad essere stato sospeso momentaneamente con bandiera rossa, dopo quello di Monaco.
Sono stati cancellati nove tempi dai commissari sportivi ai piloti per non aver rispettato i limiti della pista, durante la gara. Si sono visti cancellare il tempo tre volte Nicholas Latifi (di cui due volte alla curva 9 e una volta alla curva 15), due volte Kevin Magnussen (entrambe le volte alla curva 9), una volta Pierre Gasly (alla curva 15), Max Verstappen (alla curva 9), Charles Leclerc (alla curva 15) e Lance Stroll (alla curva 15).

### Risultati
I risultati del Gran Premio sono i seguenti:
| Pos | Nº | Pilota           | Costruttore                  | Giri | Tempo/Ritiro        | Griglia | Punti |
| --- | -- | ---------------- | ---------------------------- | ---- | ------------------- | ------- | ----- |
| 1   | 55 | Carlos Sainz Jr. | Ferrari                      | 52   | 2h17'50"311         | 1       | 25    |
| 2   | 11 | Sergio Pérez     | Red Bull Racing-RBPT         | 52   | +3"779              | 4       | 18    |
| 3   | 44 | Lewis Hamilton   | Mercedes                     | 52   | +6"225              | 5       | 16    |
| 4   | 16 | Charles Leclerc  | Ferrari                      | 52   | +8"546              | 3       | 12    |
| 5   | 14 | Fernando Alonso  | Alpine-Renault               | 52   | +9"571              | 7       | 10    |
| 6   | 4  | Lando Norris     | McLaren-Mercedes             | 52   | +11"943             | 6       | 8     |
| 7   | 1  | Max Verstappen   | Red Bull Racing-RBPT         | 52   | +18"777             | 2       | 6     |
| 8   | 47 | Mick Schumacher  | Haas-Ferrari                 | 52   | +18"995             | 19      | 4     |
| 9   | 5  | Sebastian Vettel | Aston Martin Aramco-Mercedes | 52   | +22"356             | 18      | 2     |
| 10  | 20 | Kevin Magnussen  | Haas-Ferrari                 | 52   | +24"590             | 17      | 1     |
| 11  | 18 | Lance Stroll     | Aston Martin Aramco-Mercedes | 52   | +26"147             | 20      |       |
| 12  | 6  | Nicholas Latifi  | Williams-Mercedes            | 52   | +32"511             | 10      |       |
| 13  | 3  | Daniel Ricciardo | McLaren-Mercedes             | 52   | +32"817             | 14      |       |
| 14  | 22 | Yuki Tsunoda     | AlphaTauri-RBPT              | 52   | +40"910             | 13      |       |
| Rit | 31 | Esteban Ocon     | Alpine-Renault               | 37   | Pompa della benzina | 15      |       |
| Rit | 10 | Pierre Gasly     | AlphaTauri-RBPT              | 26   | Danni da incidente  | 11      |       |
| Rit | 77 | Valtteri Bottas  | Alfa Romeo-Ferrari           | 20   | Cambio              | 12      |       |
| Rit | 63 | George Russell   | Mercedes                     | 0    | Collisioni multiple | 8       |       |
| Rit | 24 | Zhou Guanyu      | Alfa Romeo-Ferrari           | 0    | Collisioni multiple | 9       |       |
| Rit | 23 | Alexander Albon  | Williams-Mercedes            | 0    | Collisioni multiple | 16      |       |

Lewis Hamilton riceve un punto addizionale per aver segnato il giro più veloce della gara.

## Classifiche mondiali

### Piloti
| Pos | Pilota           | Punti |
| --- | ---------------- | ----- |
| 1   | Max Verstappen   | 181   |
| 2   | Sergio Pérez     | 147   |
| 3   | Charles Leclerc  | 138   |
| 4   | Carlos Sainz Jr. | 127   |
| 5   | George Russell   | 111   |
| 6   | Lewis Hamilton   | 93    |
| 7   | Lando Norris     | 58    |
| 8   | Valtteri Bottas  | 46    |
| 9   | Esteban Ocon     | 39    |
| 10  | Fernando Alonso  | 28    |
| 11  | Pierre Gasly     | 16    |
| 12  | Kevin Magnussen  | 16    |
| 13  | Sebastian Vettel | 15    |
| 14  | Daniel Ricciardo | 15    |
| 15  | Yuki Tsunoda     | 11    |
| 16  | Zhou Guanyu      | 5     |
| 17  | Mick Schumacher  | 4     |
| 18  | Alexander Albon  | 3     |
| 19  | Lance Stroll     | 3     |

### Costruttori
| Pos | Costruttore                  | Punti |
| --- | ---------------------------- | ----- |
| 1   | Red Bull Racing-RBPT         | 328   |
| 2   | Ferrari                      | 265   |
| 3   | Mercedes                     | 204   |
| 4   | McLaren-Mercedes             | 73    |
| 5   | Alpine-Renault               | 67    |
| 6   | Alfa Romeo-Ferrari           | 51    |
| 7   | AlphaTauri-RBPT              | 27    |
| 8   | Haas-Ferrari                 | 20    |
| 9   | Aston Martin Aramco-Mercedes | 18    |
| 10  | Williams-Mercedes            | 3     |